# Benita Ferrero-Waldner
Benita Ferrero-Waldner (ur. 5 września 1948 w Salzburgu) – austriacka polityk i dyplomata, posłanka do Rady Narodowej, w latach 2000–2004 minister spraw zagranicznych, od 2004 do 2010 komisarz europejski.

## Życiorys
W 1970 ukończyła studia prawnicze na Universität Salzburg. W latach 1971–1983 pracowała w prywatnych przedsiębiorstwach m.in. jako dyrektor ds. promocji eksportu i dyrektor ds. sprzedaży. Od 1984 pracowała w austriackiej dyplomacji, była urzędniczką w ministerstwie spraw zagranicznych, pierwszym sekretarzem ambasady w Senegalu, radcą ds. gospodarczych oraz chargé d’affaires a.i. w ambasadzie we Francji. W 1993 objęła stanowisko zastępcy szefa protokołu dyplomatycznego w MSZ. W tym samym roku sekretarz generalny ONZ Butrus Butrus Ghali powierzył jej funkcję szefa protokołu ONZ, którą pełniła do 1995.
W 1995, 1999 i 2002 z listy Austriackiej Partii Ludowej wybierana do Rady Narodowej XX, XXI i XXII kadencji. Od maja 1995 do lutego 2000 była sekretarzem stanu w gabinetach, którymi kierowali Franz Vranitzky i Viktor Klima. 4 lutego 2000 została ministrem spraw zagranicznych w rządzie kanclerza Wolfganga Schüssela. Od 5 lutego do 31 grudnia 2000 sprawowała funkcję przewodniczącego OBWE.
Z ramienia Austriackiej Partii Ludowej kandydowała w wyborach prezydenckich z kwietnia 2004, mających wyłonić następcę Thomasa Klestila. Otrzymała 47,6% głosów, przegrywając ze swoim jedynym kontrkandydatem, socjaldemokratą Heinzem Fischerem, którego poparło 52,4% głosujących.
W lipcu 2004 kanclerz Wolfgang Schüssel rekomendował ją na następnego austriackiego komisarza w Komisji Europejskiej – w związku z tą nominacją w październiku zakończyła urzędowanie na stanowisku ministra (zastąpiła ją Ursula Plassnik). W nowej Komisji Europejskiej w listopadzie 2004 tekę komisarza ds. stosunków zewnętrznych i Europejskiej Polityki Sąsiedztwa. Zakończyła urzędowanie w lutym 2010, przy czym w grudniu 2009 otrzymała nowy zakres kompetencji (obejmujący handel i Europejską Politykę Sąsiedztwa).
W 2010 weszła w skład rady nadzorczej koncernu ubezpieczeniowego Munich Re.

## Odznaczenia
- Wielka Złota na Wstędze Odznaka Honorowa za Zasługi dla Republiki Austrii
- Wielka Srebrna na Wstędze Odznaka Honorowa za Zasługi dla Republiki Austrii
- Krzyż Wielki II klasy Orderu Zasługi Republiki Federalnej Niemiec
- Krzyż Wielki Orderu Leopolda II (Belgia)
- Komandor Orderu Narodowego Zasługi (Francja)
- Krzyż Wielki Orderu Honoru (Grecja)
- Krzyż Wielki Orderu Pro Merito Melitensi (Zakon Maltański)
- Krzyż Wielki Orderu Zasługi (Norwegia)
- Komandor Krzyża Wielkiego Orderu Gwiazdy Polarnej (Szwecja)
- Krzyż Wielki Orderu Izabeli Katolickiej (Hiszpania)[1]